# Французова, Султанна Ивановна
Султа́нна Ива́новна Францу́зова (род. 9 января 1975, Элиста) — российский модельер, дизайнер, известная как пионер демократичного стиля в российской моде. В 2005 году стала женщиной-дизайнером года по мнению русского издания журнала Glamour.

## Биография
Султанна Французова родилась 9 января 1975 года в армяно-калмыцкой семье. Отец Французовой, армянин, по профессии был обувщиком, и, как утверждает Султанна, именно от него она унаследовала талант и мастерство. Мать по образованию дирижёр-хоровик, после замужества она оставила профессию и всю жизнь посвятила воспитанию детей.
Карьерный путь Султанны Французовой начался с «Лаборатории моды Славы Зайцева», уже тогда её переполняли идеи и планы, девушка получала гранты и похвальные отзывы. В результате Французова получила возможность участвовать в конкурсе молодых дизайнеров имени Надежды Ламановой, на котором стала лауреатом. Затем посещала академию художеств в Милане (Academia Scuola di Milano), где также училась дизайнерскому искусству. Работы Французовой участвовали в церемонии Fashion Award в Швейцарии.
До появления марки «Султанна Французова» (2004 год) дизайнер работала для российской марки женской одежды LO и коллекции Sortie de Bal, которая была презентована в Москве в октябре 2003 года и стала билетом в большой мир моды.
Сразу же после создания торговой марки Sultanna Frantsuzova в 2004 году имя её креативного директора Султанны Французовой стало синонимом «демократичного стиля» в современной российской моде.
Созданная ею концепция — небольших магазинов в стиле домашнего интерьера с винтажной мебелью и плакатами старого кино, с бархатными и кружевными платьями, брошками и сумочками — обеспечила стремительный успех марки в России и за рубежом.
В 2005 году российское издание журнала Glamour выбрало Султанну Французову «дизайнером года», основываясь на мнении тысячи девушек, которые уже успели полюбить наряды дизайнера за их ретро шик и неповторимый женственный стиль.
В 2007 году Французова разорвала контракт с кипрской компанией «Макао», с которой у дизайнера был эксклюзивный договор на производство и продажу вещей и на бренд Sultanna Frantsuzova. Без Французовой компания «Макао» ещё некоторое время производила вещи под маркой Sultanna Frantsuzova. После этого торговая марка больше трёх лет не использовалась.
Хотя в 2007 году марка Sultanna Frantsuzova временно прекратила свою деятельность в России (сменив имя на So French), Султанна Французова открыла свой первый магазин в Шанхае, и перевела дизайн-студию в Гонконг, где начала создавать коллекции для своего нового проекта Anybody’s blonde, творчески сотрудничая с местными мастерами портного дела и молодыми азиатскими дизайнерами.
30 января 2012 года по решению судейской коллегии Палаты по патентным спорам права компании «Макао» на владение знаком Sultanna Frantsuzova были приостановлены и возвращены Французовой.
Развитие новых интернет-технологий и е-commerce качественно и концептуально повлияли на возобновлённую в 2011 году работу бренда Sultanna Frantsuzova. Французова решила уйти из «больших и душных» торговых центров, от общего глобализма к индивидуальному контакту в интернет-магазин.
В марте 2012 года Султанна Французова представила свою коллекцию осень/зима 2012—2013 на Mercedes-Benz Fashion Week Russia. Главным трендом в новой коллекции Французовой стали бархатные и крепжоржетовые платья со складками и меховыми воротничками. Лицом коллекции весна- лето- 2012 стала актриса Надежда Михалкова.